# Poeni
Poeni é uma comuna romena localizada no distrito de Teleorman, na região de Muntênia. A comuna possui uma área de 45.10 km² e sua população era de 3084 habitantes segundo o censo de 2007.